# سورة المزمل
سورة المزمل من أوائل ما نزل من القرآن، هي سورة مكية، من المفصل، آياتها 20، وترتيبها في المصحف 73، في الجزء التاسع والعشرين، وليس لها إلا اسم واحد، وهو اسم توقيفي، بدأت بأسلوب نداء ﴿يَا أَيُّهَا الْمُزَّمِّلُ ۝١﴾ [المزمل:1]، وجاءت بعد سورة الجن، ونزلت بعد سورة القلم، وجاء بها الأمر بقيام الليل، وورد في مناسبة السورة لما قبلها، أن الله لما ختم سورة الجن بذكره لأنبيائه، افتتح سورة المزمل بما يتعلق بالتبليغ والدعوة، كما أن أول سورة المزمل له ارتباط مع آخر ما ذكر في سورة الجن، وجاء في سبب نزولها، أنها نزلت لما فزع  النبي ﷺ عند رؤية الملك في حراء، فرجع إلى أهله فقال: زملوني زملوني، وعلى إثرها نزلت.

## التعريف بالسورة وسبب تسميتها
ليس لهذه السورة إلا اسم «سورة المزمل» عرفت بالإضافة لهذا اللفظ الواقع في أولها، فيجوز أن يراد به حكاية اللفظ، ويجوز أن يراد به النبي ﷺ موصوفا بالحال الذي نودي به في قوله تعالى: ﴿يَا أَيُّهَا الْمُزَّمِّلُ ۝١﴾ [المزمل:1]، واسمها توقيفي (المزمل)، وكذا كتبت في المصاحف وكتب التفسير، ومعنى (المزمل): المتلفف بثيابه.
وسبب تسمية سورة (المزمّل) بهذا الاسم، لأنها تتحدث عن النبي ﷺ في بدء الوحي، ولأنها بدئت بأمر الله سبحانه لرسوله ﷺ أن يترك التزمل: وهو التغطي في الليل، وينهض إلى تبليغ رسالة ربه .
وهي من أوائل ما نزل من القرآن، ومن السور المليئة بالخطاب المسلي للنبي ﷺ، والرابط على قلبه، والرافع من شأن القرآن الكريم.

## معنى (المزمل)
(المزمل): هو الملتف بثيابه، وإنما عني بذلك نبي الله ﷺ، واختلف أهل التأويل في المعنى الذي وصف الله به نبيه ﷺ في هذه الآية من التزمل، فقال بعضهم: وصفه بأنه متزمل في ثيابه، متأهب للصلاة، ذكر عن قتادة: (يَا أَيُّهَا الْمُزَّمِّلُ) أي المتزمل في ثيابه، وعن قتادة ﴿يَا أَيُّهَا الْمُزَّمِّلُ ۝١﴾ [المزمل:1] هو الذي تزمل بثيابه، وقال آخرون: وصفه بأنه متزمل النبوة والرسالة، وعن عكرمة، في قوله: ﴿يَا أَيُّهَا الْمُزَّمِّلُ ۝١ قُمِ اللَّيْلَ إِلَّا قَلِيلًا ۝٢﴾ [المزمل:1–2] قال: زملت هذا الأمر فقم به، قال أبو جعفر: والذي هو أولى القولين بتأويل ذلك، ما قاله قتادة؛ لأنه قد عقبه بقوله: (قُمِ اللَّيْلَ) فكان ذلك بيانا عن أن وصفه بالتزمل بالثياب للصلاة، وأن ذلك هو أظهر معنييه.

## عدد آيات سورة المزمل، وكلماتها، وحروفها
عدد آياتها: (ثماني عشرة آية) في المدني الأخير، و (تسع عشرة آية) في المكي بخلاف عنه، وعشرون في عدد الباقين وفي المكي من روايتنا، واختلافها أربع آيات: {يا أيها المزمل} عدَّها الكوفي والمدني الأول والشامي، ولم يعدها الباقون، وكلهم عد {يا أيها المدثر} من حيث شاكل آخرها، أو آخر رؤوس الآي بعدها، ﴿إِنَّا أَرْسَلْنَا إِلَيْكُمْ رَسُولًا﴾ [المزمل:15] عدَّها المكي ولم يعدها الباقون، ﴿إِلَى فِرْعَوْنَ رَسُولًا﴾ [المزمل:15] لم يعدها المكي بخلاف عنه وعدها الباقون وهو الصحيح عن المكي ﴿الْوِلْدَانَ شِيبًا﴾ [المزمل:17] لم يعدها المدني الأخير وعدها الباقون وفيها مما يشبه الفواصل موضع واحد وهو {قرضا حسنا}.
وأما كلمها: (مئة وتسعون كلمة).
وحروفها: (ثماني مئة وثمانية وثلاثون حرفا).

## مكان نزول السورة، وترتيبها وسبب نزولها

### مكان نزول سورة (المزمل)
نزلت سورة (المزمل) في مكة قبل هجرته ﷺ إلى المدينة، لتعطي للنبي الصبر والتفرغ في الدعوة إلى الله، وكذلك تحمل الأذى من المشركين في مكة والصبر على تكذيبهم واستهزائهم، وقال الثعالبي: "هي مكية في قول الجمهور إلا قوله: ﴿إِنَّ رَبَّكَ يَعْلَمُ أَنَّكَ تَقُومُ أَدْنَى مِنْ ثُلُثَيِ اللَّيْلِ وَنِصْفَهُ وَثُلُثَهُ وَطَائِفَةٌ مِنَ الَّذِينَ مَعَكَ﴾ [المزمل:20] إلى آخر السورة فمدني، وقال جماعة: هي مكية كلها.

### ترتيب السورة في المصحف
فترتيبها هي السورة (الثالثة والسبعون)، حسب ترتيب المصحف العثماني.

## سبب نزول السورة
لقد ذكر المفسرون روايات في سبب نزولها، ومنها: أن قريش اجتمعت في دار الندوة فقالوا: سموا هذا الرجل اسما تصدوا الناس عنه فقالوا: كاهن، قالوا: ليس بكاهن قالوا: مجنون، قالوا: ليس بمجنون، قالوا: ساحر، قالوا: ليس بساحر، فتفرق المشركون على ذلك، فبلغ ذلك النبي ﷺ فتزمل في ثيابه وتدثر فيها، فأتاه جبريل فقرأ عليه:﴿يَا أَيُّهَا الْمُزَّمِّلُ ۝١﴾ [المزمل:1].
وقيل: إنه ﷺ كان نائماً بالليل متزملاً في قطيفة، فجاءه جبريل بقوله تعالى: ﴿يَا أَيُّهَا الْمُزَّمِّلُ ۝١ قُمِ اللَّيْلَ إِلَّا قَلِيلًا ۝٢﴾ [المزمل:1–2].
وقيل: إن سبب نزول هذه الآيات ما رواه الشيخان وغيرهما من حديث جابر بن عبد الله أن رسول الله ﷺ قال: جاورت بحراء، فلما قضيت جواري، هبطت، فنوديت فنظرت عن يميني فلم أر شيئا، ونظرت عن شمالي فلم أر شيئاً، فرفعت رأسي فإذا الذي جاءني بحراء، جالس على كرسي بين السماء والأرض ... فرجعت فقلت: دثروني دثروني، وفي رواية: فجئت أهلي فقلت: زملوني زملوني، فأنزل الله تعالى: ﴿يَا أَيُّهَا الْمُدَّثِّرُ ۝١﴾ [المدثر:1] ..، وجمهور العلماء يقولون: وعلى أثرها نزلت: ﴿يَا أَيُّهَا الْمُزَّمِّلُ ۝١﴾ [المزمل:1].

## خصائص السورة وفضائلها
1. أنها من أول ما نزل من القرآن، فقد نزلت: ﴿اقْرَأْ بِاسْمِ رَبِّكَ الَّذِي خَلَقَ ۝١﴾ [العلق:1] ثُمَّ ﴿ن وَالْقَلَمِ وَمَا يَسْطُرُونَ ۝١﴾ [القلم:1] ثُمَّ ﴿يَا أَيُّهَا الْمُزَّمِّلُ ۝١﴾ [المزمل:1] و﴿يَا أَيُّهَا الْمُدَّثِّرُ ۝١﴾ [المدثر:1].[15]
2. ومن خصائص سورة (المزمل) أن أولها نزل بمكة، وآخرها نزل بالمدينة.[13]
3. إن هذه السورة (المزمل) تتصل برسول الله ﷺ في بدء الرسالة، وأنه أمر فيها بقيام الليل وترتيل القرآن فيه؛ ليكون ذلك أعون له على تحمل أعباء الرسالة.[16]
4. تتناول السورة الإرشادات الإلهية الموجهة للنبي ﷺ في مسيرته أثناء تبليغ دعوته، وتهديد المشركين المعرضين عن قبول تلك الدعوة.[8]
5. أنها بدئت بقيام الليل، وختمت به.[17]

## مناسبتها السورة لما قبلها
لما ختم الله سورة الجن بذكر الرسل  في قوله تعالى: ﴿لِيَعْلَمَ أَنْ قَدْ أَبْلَغُوا رِسَالَاتِ رَبِّهِمْ﴾ [الجن:28]، افتتح هذه السورة بما يتعلق ويتصل بخاتمهم محمد ﷺ حيث بدأها بقوله: ﴿يَا أَيُّهَا الْمُزَّمِّلُ ۝١﴾ [المزمل:1] وقال الإمام الآلوسي: لا يخفى اتصال أولها (قم الليل)، إلخ بقوله -تعالى- في آخر تلك (سورة الجن):﴿وَأَنَّهُ لَمَّا قَامَ عَبْدُ اللَّهِ يَدْعُوهُ كَادُوا يَكُونُونَ عَلَيْهِ لِبَدًا ۝١٩﴾ [الجن:19]، وبقوله - سبحانه -: ﴿وَأَنَّ الْمَسَاجِدَ لِلَّهِ فَلَا تَدْعُوا مَعَ اللَّهِ أَحَدًا ۝١٨﴾ [الجن:18]،
وقال البقاعي: "لما تقدم في آخر الجن من تعظيم الوحي وأن من تعظيمه حفظ المرسل به من جميع الآفات المفترة، وندب نبيه الذي ارتقاه لرسالته أول هذه إلى القيام بأعباء النبوة بالمناجاة بهذا الوحي في وقت الأنس والخلوة بالأحباب، فقال معبراً بالأداة الصالحة للقرب والبعد المختصة بأنه لا يقال بعدها إلا الأمور التي هي في غاية العظمة، أشار إلى أنه ﷺ يراد به غاية القرب بالأمور البعيدة عن تناول الخلق بكونها خوارق للعادات ونواقض للمألوفات المطردات، وأما التزمل فهو وإن كان من آلات ذلك إلا أنه من الأمور العادية، فهو دون ما يراد من التهيئة لذلك الاستعداد، وبالتزمل لكونه منافياً للقيام في الصلاة.
وقال الزحيلي: يظهر تعلق السورة بما قبلها من وجهين
1. ختمت سورة الجن ببيان تبليغ الرسل رسالات ربهم، وافتتحت هذه السورة بأمر خاتمهم بالتبليغ والإنذار، وهجر الراحة في الليالي.
2. أخبر الله تعالى في السورة المتقدمة عن ردود فعل دعوة النبي ﷺ بين قومه والجن في قوله: ﴿وَأَنَّهُ لَمَّا قَامَ عَبْدُ اللَّهِ يَدْعُوهُ كَادُوا يَكُونُونَ عَلَيْهِ لِبَدًا ۝١٩﴾ [الجن:19] وقوله: ﴿وَأَنَّ الْمَسَاجِدَ لِلَّهِ فَلَا تَدْعُوا مَعَ اللَّهِ أَحَدًا ۝١٨﴾ [الجن:18]، ثم أمره الله تعالى في مطلع هذه السورة بالدعوة في قوله: ﴿يَا أَيُّهَا الْمُزَّمِّلُ ۝١ قُمِ اللَّيْلَ إِلَّا قَلِيلًا ۝٢﴾ [المزمل:1–2].[8]

## مناسبة السورة لما بعدها
ملاءمة سورة (المزمل) لما بعدها سورة (المدثر) واضحة، وما ابتدئت به كل واحدة منهما من جليل خطابه ﷺ وعظيم تكريمه ﴿يَا أَيُّهَا الْمُزَّمِّلُ ۝١﴾ [المزمل:1]، ﴿يَا أَيُّهَا الْمُدَّثِّرُ ۝١﴾ [المدثر:1]، والأمر فيهما بما يخصه ﴿قُمِ اللَّيْلَ إِلَّا قَلِيلًا ۝٢ نِصْفَهُ أَوِ انْقُصْ مِنْهُ قَلِيلًا ۝٣﴾ [المزمل:2–3] ... الآي، وفي الأخرى ﴿قُمْ فَأَنْذِرْ ۝٢ وَرَبَّكَ فَكَبِّرْ ۝٣﴾ [المدثر:2–3]، أتبعت في الأولى بقوله: ﴿وَاصْبِرْ عَلَى مَا يَقُولُونَ وَاهْجُرْهُمْ هَجْرًا جَمِيلًا ۝١٠﴾ [المزمل:10] وفي الثانية بقوله: ﴿وَلِرَبِّكَ فَاصْبِرْ ۝٧﴾ [المدثر:7]، وكل ذلك قصد واحد وأتبع أمره بالصبر في المزمل بتهديد الكفار ووعيدهم ﴿وَذَرْنِي وَالْمُكَذِّبِينَ﴾ [المزمل:11]، وكذلك في الأخرى ﴿ذَرْنِي وَمَنْ خَلَقْتُ وَحِيدًا ۝١١﴾ [المدثر:11]، فالسورتان واردتان في معرض واحد وقصد متحد.
ولما ختمت «المزمل» بالبشارة لأرباب البصارة بعدما بدئت بالاجتهاد في الخدمة المهيىء للقيام بأعباء الدعوة، افتتحت هذه بمحط حكمة الرسالة وهي النذارة لأصحاب الخسارة، فقال معبراً بما فيه بشارة بالسعة في المال والرجال والصلاح وحسن الحال في الحال والمآل.

## مقاصد السورة
1. أنها جاءت تُقِرّ العقائد الأساسية التي جاء بها الوحي، من إثبات البعث والجزاء والجنة والنار، وإثبات الوحدانية الحقَّة لله تعالى، فلا يتخذ غيره ربَّاً، ولا يُعبد غيره إلاهاً، ولا يُبتغى غيرهى حكماً، والإيمان برسالة محمد ﷺ.[20]
2. جاءت السورة تأمر الرسول بالصبر على إيذاء قومه له، وعدم التعرض لهم بأذى أو تعييب أو شتم، وذلك قبل أن يؤذن له في قتالهم، وأن يتركهم لله وحده ينتقم له منهم في الدنيا بالهزيمة والقتل كما حدث في غزوة بدر، وفي الآخرة بالأنكال والجحيم والطعام الذي يعترض في حلوقهم فلا يخرج ولا ينزل:﴿وَاصْبِرْ عَلَى مَا يَقُولُونَ وَاهْجُرْهُمْ هَجْرًا جَمِيلًا ۝١٠ وَذَرْنِي وَالْمُكَذِّبِينَ أُولِي النَّعْمَةِ وَمَهِّلْهُمْ قَلِيلًا ۝١١ إِنَّ لَدَيْنَا أَنْكَالًا وَجَحِيمًا ۝١٢﴾ [المزمل:10–12] الخ.[16]
3. الإشعار بملاطفة الله رسوله ﷺ بندائه بوصفه بصفة تزمله.[21]
4. الإعلام بأن محاسن الأعمال تدفع الأخطار والأوجال، وتخفف الأحمال، ولا سيما الوقوف بين يدي الملك، فإنه نعم الإله لقبول الأفعال والأقوال، ومحو ظلل الضلال، والمعين الأعظم على الصبر والاحتمال، لما يرد من الكدورات في دار الزوال.[1]
5. ومن مقاصدها أيضاً؛ بيان فضل الله على رسوله وعلى المؤمنين، وذلك بالتخفيف عنهم في التهجد وقيام الليل؛ لأنه - سبحانه - علم أنهم لن يطيقوه لمرض بعضهم؛ وحاجة آخرين إلى السعي في الأرض ابتغاء الرزق أو للقتال في سبيل الله، ورفع عنهم وجوب ذلك وأمرهم بإقام الصلاة وإيتاء الزكاة، وأن يقرضوا الله قرضا حسنا، وذلك بفعل الطاعات ابتغاء وجهه - سبحانه - دون رياء أو سمعة، ووعدهم بأنهم سيجدون عند الله خير الجزاء وجزاء الخير على ما يقدمونه من بر وطاعة: ﴿وَمَا تُقَدِّمُوا لِأَنْفُسِكُمْ مِنْ خَيْرٍ تَجِدُوهُ عِنْدَ اللَّهِ هُوَ خَيْرًا وَأَعْظَمَ أَجْرًا﴾ [المزمل:20].[16]

## المحتوى العام للسورة
المحور الرئيس الذي تدور حوله السورة، هو الزاد الروحي للداعية إلى الله، والذي يعمق صلته بالله، ليقوم بحمل أمانة الدعوة على الوجه الأكمل،
وأما المحاور الفرعية، فقد تناولت السورة الإرشادات الإلهية الموجهة للنبي ﷺ في مسيرته أثناء تبليغ دعوته، وتهديد المشركين المعرضين عن قبول تلك الدعوة، وقد ابتدأت بأمره ﷺ بقيام الليل إلا قليلا منه، وبترتيل القرآن لتقوية روحه: ﴿يَا أَيُّهَا الْمُزَّمِّلُ ۝١ قُمِ اللَّيْلَ إِلَّا قَلِيلًا ۝٢ نِصْفَهُ أَوِ انْقُصْ مِنْهُ قَلِيلًا ۝٣ أَوْ زِدْ عَلَيْهِ وَرَتِّلِ الْقُرْآنَ تَرْتِيلًا ۝٤﴾ [المزمل:1–4]، فكان ذلك بياناً لمقدار ما يقوم به في تهجده الذي أمره الله به بقوله: ﴿وَمِنَ اللَّيْلِ فَتَهَجَّدْ بِهِ نَافِلَةً لَكَ عَسَى أَنْ يَبْعَثَكَ رَبُّكَ مَقَامًا مَحْمُودًا ۝٧٩﴾ [الإسراء:79]، ثم أخبرت عن ثقل الوحي وتبعة رسالته العظمى التي كلّف بها، وأمره بذكر ربه ليلا ونهارا، وإعلان توحيده، واتخاذه وكيلا في كل أموره:﴿إِنَّا سَنُلْقِي عَلَيْكَ قَوْلًا ثَقِيلًا ۝٥﴾ [المزمل:5] ﴿رَبُّ الْمَشْرِقِ وَالْمَغْرِبِ لَا إِلَهَ إِلَّا هُوَ فَاتَّخِذْهُ وَكِيلًا ۝٩﴾ [المزمل:9]، وأردفت ذلك بالأمر بالصبر على أذى المشركين، من القول فيه بأنه ساحر أو شاعر، أو في ربه بأن له صاحبة وولدا، وبالهجر الجميل إلى أن ينتصر عليهم وبتهديدهم بسوء العاقبة: ﴿وَاصْبِرْ عَلَى مَا يَقُولُونَ وَاهْجُرْهُمْ هَجْرًا جَمِيلًا ۝١٠﴾ [المزمل:10] ..(الآيات من 10- 19)، وختمت السورة بإعلان تخفيف القيام لصلاة الليل عن الرسول ﷺ إلى مقدار الثلث وجعله الحد الأدنى رحمة به وبأمته ليتمكن هو وأصحابه من الراحة والتفرغ في النهار لشؤون الدعوة والتبليغ، والاكتفاء بتلاوة ما تيسر من القرآن، وأداء الصلاة المفروضة، وإيتاء الزكاة، ومداومة الاستغفار: ﴿إِنَّ رَبَّكَ يَعْلَمُ أَنَّكَ تَقُومُ﴾ [المزمل:20].... الآية.

## الناسخ والمنسوخ في السورة
قال المقري: "فيهَا من الْمَنْسُوخ خمس آيَات"، وقال ابن حزم: "سورة المزمل، فيها ست آيات منسوخات، أولاهن:
1. قوله تعالى: ﴿يَا أَيُّهَا الْمُزَّمِّلُ ۝١ قُمِ اللَّيْلَ﴾ [المزمل:1–2] نُسِخَتْ بقوله تعالى:﴿إِلَّا قَلِيلًا﴾ [المزمل:2].
2. القليل بالنصف، والنصف بقوله تعالى: ﴿أَوِ انْقُصْ مِنْهُ قَلِيلًا﴾ [المزمل:3] أي إلى الثلث.
3. وقوله: ﴿ثَقِيلًا﴾ [المزمل:5]، نُسِخَتْ بقوله تعالى: ﴿يُرِيدُ اللَّهُ أَنْ يُخَفِّفَ عَنْكُمْ﴾ [النساء:28]...
4. الآية الرابعة: قوله تعالى: ﴿وَاهْجُرْهُمْ هَجْرًا جَمِيلًا﴾ [المزمل:10]، نسخت بآية السيف.
5. الآية الخامسة: قوله تعالى: ﴿وَذَرْنِي وَالْمُكَذِّبِينَ أُولِي النَّعْمَةِ وَمَهِّلْهُمْ قَلِيلًا ۝١١﴾ [المزمل:11]، نُسِخَت بآية السيف.
6. الآية السادسة: قوله تعالى: ﴿فَمَنْ شَاءَ اتَّخَذَ إِلَى رَبِّهِ سَبِيلًا﴾ [المزمل:19]، نُسِخَت بقوله تعالى: ﴿وَمَا تَشَاءُونَ إِلَّا أَنْ يَشَاءَ اللَّهُ﴾ [الإنسان:30]، وقيل نُسِخَت بآية السيف.[23]

وذكر ابن عاشور في الآية الأخيرة من السورة، وهي قوله تعالى:﴿إِنَّ رَبَّكَ يَعْلَمُ أَنَّكَ تَقُومُ أَدْنَى مِنْ ثُلُثَيِ اللَّيْلِ وَنِصْفَهُ وَثُلُثَهُ وَطَائِفَةٌ مِنَ الَّذِينَ مَعَكَ وَاللَّهُ يُقَدِّرُ اللَّيْلَ وَالنَّهَارَ عَلِمَ أَنْ لَنْ تُحْصُوهُ فَتَابَ عَلَيْكُمْ فَاقْرَءُوا مَا تَيَسَّرَ مِنَ الْقُرْآنِ﴾ [المزمل:20]، قال: "من هنا يبتدىء ما نزل من هذه السورة بالمدينة، وصريح هذه الآية ينادي على أن النبي ﷺ كان يقوم من الليل قبل نزول الآية وأن طائفة من أصحابه كانوا يقومون عملا بالأمر الذي في أول السورة من قوله: ﴿قُمِ اللَّيْلَ إِلَّا قَلِيلًا ۝٢﴾ [المزمل:2]، فتعين أن هذه الآية نزلت للتخفيف عنهم جميعا لقوله فيها: {فتاب عليكم}، فهي ناسخة للأمر الذي في أول السورة.
وقال جماعة من المفسّرين: ليس في القرآن سورة نسخَ آخرُها أوّلَها سوى هذه الآية.

## اللغة في السورة
(الْمُزَّمِّلُ): الأصل: المُتَزَمِّلْ، ولكن أدغمت التاء في الزاي و {المُدَّثِّر} مثلها"، ويقال: تزمّل في ثوبه التفّ وزمل لف، وفي المصباح: "زملته بثوبه تزميلاً، فتزمل مثل: لففته فتلفف، وزملت الشيء حملته، ومنه قيل للبعير: زاملته بالهاء للمبالغة، لأنه يحمل متاع المسافر.
﴿وَرَتِّلِ الْقُرْآنَ تَرْتِيلًا﴾ [المزمل:4]: الترتيل: جعل الشيء مرتلا، أي مفرقا، وأصله من قولهم: ثغر مرتل، وهو المفلج الأسنان، أي المفرق بين أسنانه تفرقا قليلا بحيث لا تكون النواجذ متلاصقة، وأريد بترتيل القرآن ترتيل قراءته، أي التمهل في النطق بحروف القرآن، حتى تخرج من الفم واضحة مع إشباع الحركات التي تستحق الإشباع.
﴿قَوْلًا ثَقِيلًا﴾ [المزمل:5]: قرآنا شاقاً شديدا أو مهيبا، لما فيه من التكاليف الشاقة، لكن مشقة معتادة مألوفة، لا مشقة زائدة غير معتادة.
﴿نَاشِئَةَ اللَّيْلِ﴾ [المزمل:6]: وهي النفس، التي تنشأ من مضجعها إلى العبادة، أي: تنهض وترتفع. ودلالة ناشِئَةَ اللَّيْلِ على النفس، من باب الصّفة التي حلّت محل الموصوف، فصارت نفسه.
﴿أَشَدُّ وَطْئًا﴾ [المزمل:6]: أي مواطأة وموافقة، يوافق السمع فيها القلب على تفهم القرآن، ﴿وَأَقْوَمُ قِيلًا﴾ [المزمل:6]: أبين وأسد مقالا، أو أثبت قراءة لحضور القلب وهدوء الأصوات.
﴿سَبْحًا طَوِيلًا﴾ [المزمل:7]: فراغا للعمل، والاستراحة والسّبح: سهولة الحركة.
﴿وَاهْجُرْهُمْ هَجْرًا جَمِيلًا﴾ [المزمل:10]: والهجر الجميل: هو الحسن في نوعه، فإن الأحوال والمعاني منها حسن، ومنها قبيح في نوعه، وقد يقال: كريم، وذميم، وخالص، وكدر، ويعرض الوصف للنوع بما من شأنه أن يقترن به من عوارض تناسب حقيقة النوع فإذا جردت الحقيقة عن الأعراض التي قد تعتلق بها كان نوعها خالصا، وإذا ألصق بالحقيقة ما ليس من خصائصها كان النوع مكدرا قبيحا...، فالهجر الجميل هو الذي يقتصر صاحبه على حقيقة الهجر، وهو ترك المخالطة فلا يقرنها بجفاء آخر أو أذى، فأمر الله رسوله بهجر المشركين هجرا جميلا، أي أن يهجرهم ولا يزيد على هجرهم سبا أو انتقاما، وهذا الهجر: هو إمساك النبي ﷺ عن مكافأتهم بمثل ما يقولونه مما أشار إليه قوله تعالى: واصبر على ما يقولون.
﴿أُولِي النَّعْمَةِ﴾ [المزمل:11]: النعمة بفتح النون: التنعم والترفه، وبكسر النون: الإنعام أو اسم الشيء المنعم به.
﴿وَمَهِّلْهُمْ قَلِيلًا﴾ [المزمل:11]: اتركهم زمانا قليلا برفق وتأن، أو أمهلهم إمهالاً.
{وَبِيلًا}: ثقيلاً شديداً، من قولهم كلأ وبيل وضم لا يستمرأ لثقله، والوبيل: العصا الضخمة، ومنه الوابل للمطر العظيم وفي المصباح: "وبلت السماء وبلاً من باب وعد، ووبولاً: اشتد مطرها، وكان الأصل وبل مطر السماء فحذف للعلم به، ولهذا يقال للمطر: وابل، والوبيل الوضيم.
و{التذكرة}: اسم لمصدر الذكر بضم الذال، الذي هو خطور الشيء في البال، فالتذكرة: الموعظة لأنه تذكر الغافل عن سوء العواقب، وهذا تنويه بآيات القرآن وتجديد للتحريض على التدبر فيه والتفكر على طريقة التعريض.

## البلاغة في السورة
طباق وتأكيد الفعل بالمصدر: فالطباق: بين (انقص، أو زد عليه) بينهما طباق، وكذا بين: النهار والليل، وبين: المشرق والمغرب، وأما تأكيد المصدر: ﴿وَرَتِّلِ الْقُرْآنَ تَرْتِيلًا﴾ [المزمل:4]،﴿وَتَبَتَّلْ إِلَيْهِ تَبْتِيلًا﴾ [المزمل:8]: ففيهما تأكيد الفعل بالمصدر.
كناية: وذلك في قوله تعالى: ﴿يَوْمًا يَجْعَلُ الْوِلْدَانَ شِيبًا﴾ [المزمل:17] مجاز إسنادي كناية عن شدة الهول، يقال في اليوم الشديد: يوم يشيب نواصي الأطفال وأصله أن الهموم والأحزان إذا تفاقمت في الإنسان واستحوذت عليه أسرع فيه الشيب، وقد تعلق أبو الطيب بأهداب هذا المجاز فقال:
«والهمّ يخترم الجسيم نحافة ... ويشيب ناصية الصبي ويهرم» .
سجع مرصع وجناس اشتقاق: فالسجع المرصع في قوله تعالى: ﴿إِنَّ لَدَيْنَا أَنْكَالًا وَجَحِيمًا ۝١٢ وَطَعَامًا ذَا غُصَّةٍ وَعَذَابًا أَلِيمًا ۝١٣﴾ [المزمل:12–13].. إلخ: سجع مرصع، وأما جناس اشتقاق: ففي قوله: ﴿أَرْسَلْنَا إِلَيْكُمْ رَسُولًا﴾ [المزمل:15] جناس اشتقاق.
مجاز مرسل: وهذا في قوله تعالى: ﴿فَاقْرَءُوا مَا تَيَسَّرَ مِنَ الْقُرْآنِ﴾ [المزمل:20]: فهو مجاز مرسل، أراد به الصلاة، من إطلاق الجزء وهو القراءة على الكل وهو الصلاة.

## القراءات لبعض الكلمات في السورة
﴿يَا أَيُّهَا الْمُزَّمِّلُ ۝١﴾ [المزمل:1]: قرأ الجمهور {يا أيها المزَّمّل} بتشديد الزاي والميم، وقرأ أبَيّ بن كعب وأبو العالية {المتزمّل} بإظهار التاء على الأصل.
{أَوِ انْقُصْ}: قرأ عاصم وحمزة بكسر الواو، والباقون بالضم واتفقوا على ضم همزة الوصل في الابتداء.
﴿إِنَّ نَاشِئَةَ اللَّيْلِ هِيَ أَشَدُّ وَطْئًا وَأَقْوَمُ قِيلًا ۝٦﴾ [المزمل:6]: ففي قوله تعالى: {ناشئة}: إبدال الهمز ياء مفتوحة في الحالين للأصبهاني وأبي جعفر، وفي قوله: {وطئاً}: قراءة أبي عمرو وابن عامر بلفظ: (وطاء) وعليه فيكون من باب المتصل، فتذكر طول النقاش وفيه سكت الموصول على القراءة بلفظ (وطئا) لحفص وحمزة وإدريس، ولاحظ ترك الغنة لخلف عن حمزة، ووجوه الجزء دقيقة، وخصوصاً وجوه خلف عن حمزة، ويسهل الجمع بعد ذلك.
{رَبُّ الْمَشْرِقِ}: قرأ ابن عامر وأبو بكر وحمزة والكسائي بجر الباء الموحدة، والباقون بالرفع.
{ثُلُثَيِ}: قرأ هشام بإسكان اللام، والباقون بالضم و {وَنِصْفَهُ وَثُلُثَهُ}: قرأ نافع والبصري والشامي بخفض الفاء من نصفه والثاء من ثلثه وكسر الهاء فيهما، والباقون بنصب الفاء والثاء وضم الهاءين.

## الفوائد الفقهية في سورة المزمل
من الفوائد الفقهية في سورة (المزمل)، ما ورد في قوله تعالى: {قُمِ اللَّيْلَ}، قال القنوجي: "أي قم للصلاة في الليل، واختلف هل كان هذا القيام الذي أُمر به النبي ﷺ فرضاً عليه أو نفلاً؟"، وقال القرطبي: "واختلف: هل كان قيامه فرضاً وحتماً، أو كان ندباً وحضاً؟، والدلائل تقوي أن قيامه كان حتماً وفرضاً، وذلك أن الندب والحض لا يقع على بعض الليل دون بعض، لأن قيامه ليس مخصوصاً به وقتاً دون وقت، وأيضاً فقد جاء التوقيت بذلك عن عائشة وغيرها.
واختلف أيضا: هل كان فرضاً على النبي ﷺ وحده، أو عليه وعلى من كان قبله من الأنبياء، أو عليه وعلى أمته؟ ثلاثة أقوال:
الأول قول سعيد بن جبير لتوجه الخطاب إليه خاصة.
الثاني قول ابن عباس، قال: كان قيام الليل فريضة على النبي ﷺ وعلى الأنبياء قبله.
الثالث قول عائشة وابن عباس أيضا وهو الصحيح، كما في صحيح مسلم أن سعد بن هشام بن عامر أراد أن يغزو في سبيل الله.. الحديث، وفيه: فقلت لعائشة: أنبئيني عن قيام رسول الله ﷺ؟ فقالت: ألست تقرأ: يا أيها المزمل قلت: بلى! قالت فإن الله  افترض قيام الليل في أول هذه السورة، فقام ﷺ وأصحابه حولاً، وأمسك الله  خاتمتها اثني عشر شهراً في السماء، حتى أنزل الله في آخر هذه السورة التخفيف، فصار قيام الليل تطوعاً بعد فريضة، وذكر وكيع ويعلى قالا: حدثنا مسعر عن سماك الحنفي قال: سمعت ابن عباس يقول لما أُنزل أول السورة ﴿يَا أَيُّهَا الْمُزَّمِّلُ ۝١﴾ [المزمل:1]، كانوا يقومون نحوا من قيامهم في شهر رمضان، حتى نزل آخرها، وكان بين أولها وآخرها نحو من سنة، وقال سعيد بن جبير: مكث النبي ﷺ وأصحابه عشر سنين يقومون الليل، فنزل بعد عشر سنين: ﴿إِنَّ رَبَّكَ يَعْلَمُ أَنَّكَ تَقُومُ أَدْنَى مِنْ ثُلُثَيِ اللَّيْلِ﴾ [المزمل:20] فخفف الله عنهم".

## المؤلفات في سورة المزمل
1. من اللطائف والإشارات في فواصل الآيات –دراسة تطبيقية على فواصل سورة المزمل-، د. محمد مسعود محمد علواني، كلية القرآن الكريم بطنطا، جامعة الأزهر.
2. سورة المزمل –دراسة تحليلية وموضوعية-، للباحثة: عائشة قسوم، رسالة ماجستير في العلوم الإسلامية بجامعة الشهيد حمه الخضر –الوادي-، سنة: 2015- 2016م.
3. مرتكزات البناء الروحي للداعية المسلم في ضوء مطلع سورة المزمل، د. عبد الله أحمد الزيوت، مجلة القدس، العدد (50)، شهر أيلول، سنة 2018م.
4. زاد الداعية في سورة المزمل –دراسة دعوية-، د. مصطفى محمد علي، مجلة البحوث والدراسات الإسلامية، العدد (74)، سنة 1444ه- 2023م.
5. دراسة التراكيب القرآنية في سورة المزمل، د. صلاح الدين الهواري، أ. ماجد خضر محمد. مجلة الجامعة العراقية، العدد 69، المجلد 3.
6. مقاصد سورة المزمل وشيء من فوائدها، أ. أكرم غازي الحسين العمر، د. المتولي علي الشحات، مجلة جامعة المدينة العالمية، العدد (30)، أكتوبر 2019م.
7. تجليات الوظيفة الإفهامية في القرآن الكريم –سورة المزمل نموذجاً-، د. وجدي قطب، مجلة علمية محكمة –الدرر-، المجلد الثاني، العدد الثاني، ديسمبر 2020م.
8. تحليل نظام اللغة المعنوي في سورة المزمل على أساس نظرية هاليدي، مريم عزيز خاني، مجلة آفاق الحضارة الإسلامية، العدد الأول، سنة 1440هـ.

## المصدر
1. 1 2  علواني، محمد مسعود محمد (1 ديسمبر 2021). "من اللطائف والإشارات في فواصل الآيات ـ دراسة تطبيقية على فواصل سورة المزمل". مجلة کلية الدراسات الإسلامية والعربية للبنات ببني سويف. ج. 14 ع. 14: 37. DOI:10.21608/bfsia.2021.216707. ISSN:2812-5002. مؤرشف من الأصل في 2025-01-21.{{استشهاد بدورية محكمة}}:  صيانة الاستشهاد: التاريخ والسنة (link)
2. ↑  التفسير الواضح ، الحجازي، محمد محمود الناشر: دار الجيل الجديد - بيروت الطبعة: العاشرة - 1413 هـ ، ج3 ص 766 .
3. 1 2 3 4  قسوم، عائشة (2016). "سورة الدزمل دراسة تحليلية وموضوعية". رسالة ماجستير في العلوم الإسلامية بجامعة الشهيد حمه الخضر –الوادي: 6،9،7. مؤرشف من الأصل في 2025-01-21. {{استشهاد بدورية محكمة}}: الاستشهاد بدورية محكمة يطلب |دورية محكمة= (مساعدة)صيانة الاستشهاد: التاريخ والسنة (link)
4. 1 2  د. عبد الله أحمد الزيوت (2018). "مرتكزات البناء الروحي للداعية المسلم في ضوء مطلع سورة المزمل". search.emarefa.net. فلسطين (الضفة الغربية): جامعة القدس المفتوحة عمادة الدراسات العليا والبحث العلمي، مجلة القدس، العدد (50). ص. 47. مؤرشف من الأصل في 2025-01-09. اطلع عليه بتاريخ 2025-01-09.
5. ↑  المصحف الإلكتروني، سورة المزمل، التعريف بالسورة نسخة محفوظة 31 يناير 2019 على موقع واي باك مشين.
6. 1 2 3  د. مصطفى محمد علي (2023). "زاد الداعية في سورة المزمل –دراسة دعوية". search.mandumah.com. مجلة البحوث والدراسات الإسلامية، العدد (74). ص. 356،353،354. مؤرشف من الأصل في 2025-01-09. اطلع عليه بتاريخ 2025-01-09.
7. ↑  الموسوعة العربية العالمية - الجزء 23 (ط. الثانية). الرياض: مؤسسة أعمال الموسوعة للنشر والتوزيع. 1419 هـ (1999 م). ص. 152. ISBN:9960803554. {{استشهاد بكتاب}}: تحقق من التاريخ في: |سنة= (مساعدة)
8. 1 2 3 4 5 6 7 8 9 10  د وهبة بن مصطفى الزحيلي (1991). "كتاب التفسير المنير - الزحيلي - المكتبة الشاملة". shamela.ws. 29 (ط. الثانية). دمشق: دار الفكر المعاصر. ص. 187،187-188،190،202،189،207. مؤرشف من الأصل في 2024-12-10. اطلع عليه بتاريخ 2025-01-09.
9. 1 2  الشحات, أكرم غازي الحسين العمر; الدكتور المتولي علي (27 Sep 2019). "مقاصد سورة المزمل وشيء من فوائدها". مجلة مجمع (بالإنجليزية) (30): 192،191،195. ISSN:2231-9735. Archived from the original on 2024-11-18.{{استشهاد بدورية محكمة}}:  صيانة الاستشهاد: أسماء متعددة: قائمة المؤلفين (link) صيانة الاستشهاد: التاريخ والسنة (link)
10. ↑  محمد بن جرير بن يزيد بن كثير بن غالب الآملي، أبو جعفر الطبري (2001). "كتاب تفسير الطبري جامع البيان - ت التركي - المكتبة الشاملة". shamela.ws. 23 (ط. الأولى). مؤسسة الرسالة. ص. 676. مؤرشف من الأصل في 2024-12-19. اطلع عليه بتاريخ 2025-01-09.
11. ↑  عثمان بن سعيد بن عثمان بن عمر أبو عمرو الداني (١٩٩٤م). "كتاب البيان في عد آي القرآن - المكتبة الشاملة". shamela.ws (ط. الأولى). الكويت: مركز المخطوطات والتراث. ص. 257. مؤرشف من الأصل في 2011-02-25. اطلع عليه بتاريخ 2025-01-12.
12. ↑  أبو زيد عبد الرحمن بن محمد بن مخلوف الثعالبي (1418هـ). "كتاب تفسير الثعالبي = الجواهر الحسان في تفسير القرآن - المكتبة الشاملة". shamela.ws. 5 (ط. الأولى). بيروت: دار إحياء التراث العربي. ص. 500. مؤرشف من الأصل في 2025-01-13. اطلع عليه بتاريخ 2025-01-13.
13. 1 2 3  أبو عبد الله محمد بن أحمد بن أبي بكر بن فرح الأنصاري الخزرجي شمس الدين القرطبي (1964). "كتاب تفسير القرطبي = الجامع لأحكام القرآن - المكتبة الشاملة". shamela.ws. 19 (ط. الثانية). القاهرة: دار الكتب المصرية. ص. 32،34. مؤرشف من الأصل في 2024-12-03. اطلع عليه بتاريخ 2025-01-16.{{استشهاد ويب}}:  صيانة الاستشهاد: BOT: original URL status unknown (link)
14. ↑  "كتاب التفسير الوسيط لطنطاوي - المكتبة الشاملة". shamela.ws. 15. الفجالة – القاهرة: دار نهضة مصر للطباعة والنشر والتوزيع. ص. 152. مؤرشف من الأصل في 2024-12-04. اطلع عليه بتاريخ 2025-01-16.
15. ↑  أبو عبد الله بدر الدين محمد بن عبد الله بن بهادر الزركشي (1957). "كتاب البرهان في علوم القرآن - المكتبة الشاملة". shamela.ws (ط. الأولى). 1. ص. 193. مؤرشف من الأصل في 2024-09-09. اطلع عليه بتاريخ 2025-01-20.
16. 1 2 3 4  مجموعة من العلماء بإشراف مجمع البحوث الإسلامية بالأزهر (1973). "كتاب التفسير الوسيط - مجمع البحوث - المكتبة الشاملة". shamela.ws. 10 (ط. الأولى). الهيئة العامة لشئون المطابع الأميرية. ص. 1630. مؤرشف من الأصل في 2024-12-06. اطلع عليه بتاريخ 2025-01-20.
17. ↑  عبد الرحمن بن أبي بكر، جلال الدين السيوطي (1426هـ). "كتاب مراصد المطالع في تناسب المقاطع والمطالع - المكتبة الشاملة". shamela.ws (ط. الأولى). الرياض - المملكة العربية السعودية: مكتبة دار المنهاج للنشر والتوزيع. ص. 75. مؤرشف من الأصل في 2024-05-10. اطلع عليه بتاريخ 2025-01-20.
18. 1 2  إبراهيم بن عمر بن حسن الرباط بن علي بن أبي بكر البقاعي. "كتاب نظم الدرر في تناسب الآيات والسور - المكتبة الشاملة". shamela.ws. 21. القاهرة: دار الكتاب الإسلامي. ص. 2،39. مؤرشف من الأصل في 2013-09-07. اطلع عليه بتاريخ 2025-01-20.
19. ↑  أحمد بن إبراهيم بن الزبير الثقفي الغرناطي (2024-06-10). "البرهان في تناسب سور القرآن". ويكيبيديا. المغرب: وزارة الأوقاف والشؤون الإسلامية: 350- 351. مؤرشف من الأصل في 2023-05-23. {{استشهاد بدورية محكمة}}: تحقق من التاريخ في: |سنة= لا يطابق |تاريخ= (مساعدة)
20. ↑  د. صلاح الدين الهواري؛ أ. ماجد خضر محمد. "دراسة التراكيب القرآنية في سورة المزمل" (PDF). مجلة الجامعة العراقية. ج. 3 ع. 69: 793. مؤرشف من الأصل (PDF) في 2024-08-20.
21. 1 2 3 4 5  محمد الطاهر بن محمد بن محمد الطاهر بن عاشور التونسي (1984). "كتاب تفسير ابن عاشور التحرير والتنوير - المكتبة الشاملة". shamela.ws. 29. تونس: الدار التونسية للنشر. ص. 254،278،260،268،277. مؤرشف من الأصل في 2024-12-10. اطلع عليه بتاريخ 2025-01-20.
22. ↑  أبو القاسم هبة الله بن سلامة بن نصر بن علي البغدادي المقري. "كتاب الناسخ والمنسوخ - المقري - المكتبة الشاملة". shamela.ws (ط. الأولى). بيروت: المكتب الإسلامي. ص. 186-188. مؤرشف من الأصل في 2024-12-16. اطلع عليه بتاريخ 2025-01-20.
23. ↑  أبو محمد علي بن أحمد بن سعيد بن حزم الأندلسي القرطبي الظاهري. "كتاب الناسخ والمنسوخ - ابن حزم - المكتبة الشاملة". shamela.ws. 62 (ط. الأولى). بيروت: دار الكتب العلمية. ص. 62-63. مؤرشف من الأصل في 2024-12-06. اطلع عليه بتاريخ 2025-01-20.
24. 1 2  محمد علي الصابوني (١٩٨٠). "كتاب روائع البيان تفسير آيات الأحكام - المكتبة الشاملة". shamela.ws. 2 (ط. الثالثة). دمشق - بيروت: مكتبة الغزالي - مؤسسة مناهل العرفان. ص. 628،625. مؤرشف من الأصل في 2021-04-02. اطلع عليه بتاريخ 2025-01-20.
25. ↑  أبو الحسن المجاشعي بالولاء، البلخي ثم البصري، المعروف بالأخفش الأوسط (1990). "كتاب معانى القرآن للأخفش - المكتبة الشاملة". shamela.ws. 2 (ط. الأولى). القاهرة: مكتبة الخانجي. ص. 552. مؤرشف من الأصل في 2024-12-06. اطلع عليه بتاريخ 2025-01-20.
26. 1 2 3  محيي الدين بن أحمد مصطفى درويش (1415هـ). "كتاب إعراب القرآن وبيانه - المكتبة الشاملة". shamela.ws. 10 (ط. الرابعة). حمص- سورية – بيروت: دار الإرشاد للشئون الجامعية - ودار ابن كثير. ص. 257،266،271. مؤرشف من الأصل في 2024-12-19. اطلع عليه بتاريخ 2025-01-20.
27. ↑  جعفر شرف الدين (١٤٢٠ هـ). "كتاب الموسوعة القرآنية خصائص السور - المكتبة الشاملة". shamela.ws. 10 (ط. الأولى). بيروت: دار التقريب بين المذاهب الإسلامية. ص. 221. مؤرشف من الأصل في 05-12-2024. اطلع عليه بتاريخ 2025-01-20. {{استشهاد ويب}}: تحقق من التاريخ في: |سنة= (مساعدة)
28. ↑  محمود بن أبى الحسن بن الحسين النيسابوري أبو القاسم، نجم الدين. "كتاب إيجاز البيان عن معاني القرآن - المكتبة الشاملة". shamela.ws. 2 (ط. الأولى). بيروت: دار الغرب الإسلامي. ص. 846. مؤرشف من الأصل في 2024-12-06. اطلع عليه بتاريخ 2025-01-20.
29. 1 2  علي بن محمد بن سالم، أبو الحسن النوري الصفاقسي المقرئ المالكي. "غيث النفع في القراءات السبع - ويكيبيديا". ar.wikipedia.org (ط. الأولى). بيروت: دار الكتب العلمية. ص. 606. مؤرشف من الأصل في 2024-12-26. اطلع عليه بتاريخ 2025-01-20.
30. ↑  محمد إبراهيم محمد سالم (2003). "كتاب فريدة الدهر في تأصيل وجمع القراءات - المكتبة الشاملة". shamela.ws. 4 (ط. الأولى). القاهرة: دار البيان العربي. ص. 665. مؤرشف من الأصل في 2024-12-04. اطلع عليه بتاريخ 2025-01-20.
31. ↑  عمر بن قاسم بن محمد بن علي الأنصاري أبو حفص، سراج الدين النشَّار الشافعي المصري (2001). "كتاب المكرر في ما تواتر من القراءات السبع وتحرر - المكتبة الشاملة". shamela.ws (ط. الأولى). بيروت: دار الكتب العلمية. ص. 471. مؤرشف من الأصل في 2024-12-03. اطلع عليه بتاريخ 2025-01-20.
32. ↑  أبو الطيب محمد صديق خان بن حسن بن علي ابن لطف الله الحسيني البخاري القِنَّوجي (2003). "كتاب نيل المرام من تفسير آيات الأحكام - المكتبة الشاملة". shamela.ws. بيروت: دار الكتب العلمية. ص. 461. مؤرشف من الأصل في 2024-05-10. اطلع عليه بتاريخ 2025-01-20.
33. ↑  أخرجه مسلم في صحيحه، باب: جامع صلاة الليل، حديث رقم: (746). المسند الصحيح المختصر بنقل العدل عن العدل إلى رسول الله ﷺ، المؤلف: مسلم بن الحجاج أبو الحسن القشيري النيسابوري (المتوفى: 261هـ)، المحقق: محمد فؤاد عبد الباقي، الناشر: دار إحياء التراث العربي – بيروت (1/ 513).

## وصلات خارجية
- تفسير ابن كثير لسورة المزمل
- أحكام التجويد لسورة المزمل
- ملف متكامل لسورة لمزمل